# Saint-Palais (Pyrénées-Atlantiques)
Saint-Palais is een gemeente in het Franse departement Pyrénées-Atlantiques (regio Nouvelle-Aquitaine). De plaats maakt deel uit van het arrondissement Bayonne. Saint-Palaistelde op 1 januari 2022 2.155 inwoners.

## Geografie
De oppervlakte van Saint-Palais bedroeg op 1 januari 2022 7,54 vierkante kilometer; de bevolkingsdichtheid was toen 285,8 inwoners per km².

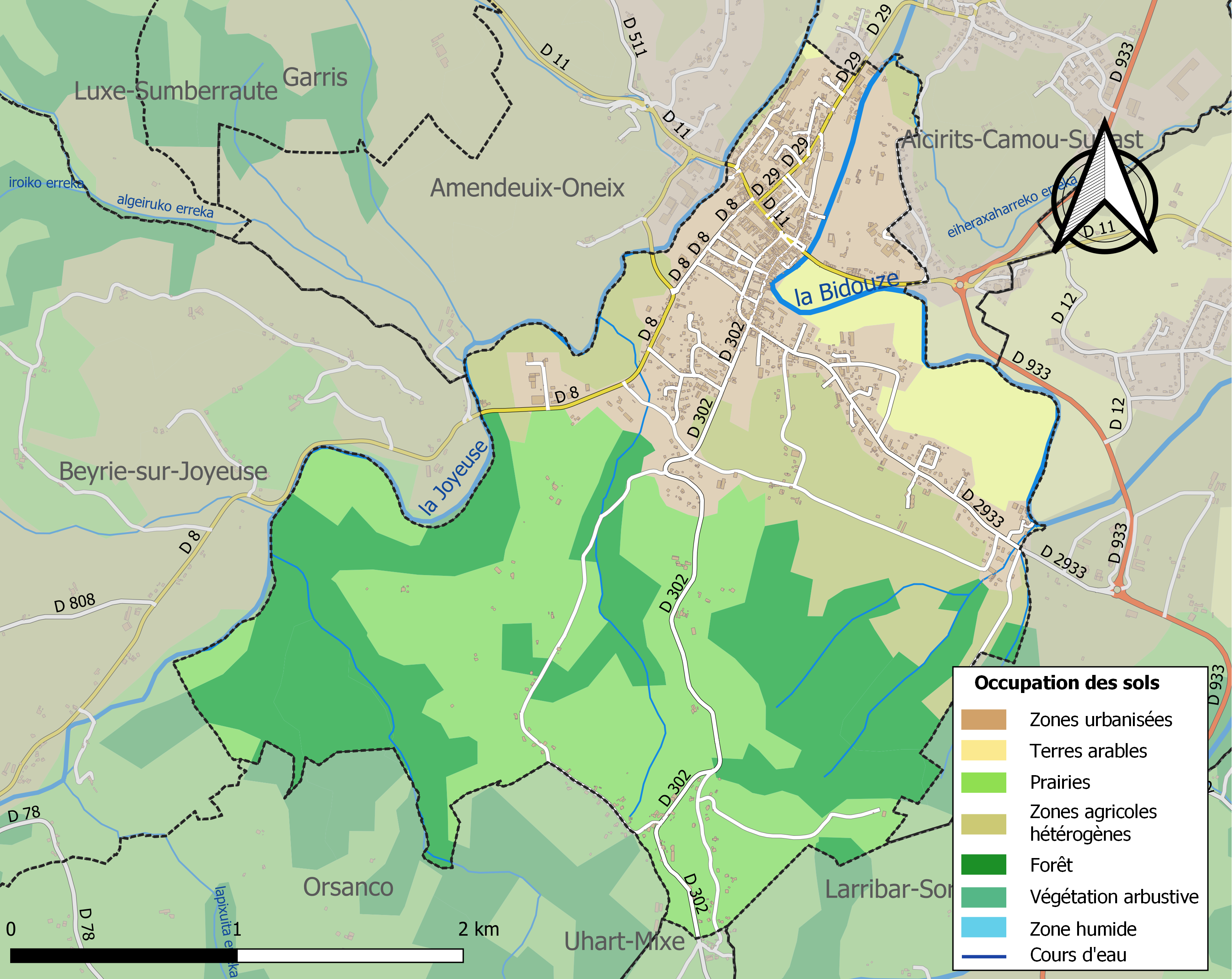
Kaart van de gemeente met belangrijkste infrastructuur, bodemgebruik en omliggende gemeenten

## Demografie
Onderstaande figuur toont het verloop van het inwonertal (bron: INSEE-tellingen).